# Little Melton
Pour les articles homonymes, voir Melton.
Little Melton est une paroisse civile et un village du Norfolk, en Angleterre.